# Daniel Glimmenvall
Daniel Glimmenvall, tidigare Johansson, född 10 september 1974 i Glimåkra, är en svensk före detta ishockeyspelare (back).

## Karriär
Daniel Glimmenvall började sin ishockeykarriär i moderklubben Glimma Hockey och gick sedan vidare till Rögle BK som han var med och spelade upp till Elitserien våren 1992. Han spelade kvar i Rögle fram till säsongen 1994/1995 då han värvades till HV71. Under åren i HV71 fick han chansen att spela i tre kronor. Sedan spelade han en säsong i finländska FM-ligan där han representerade Pelicans. Säsongen 2000/2001 spelade han åter i Elitserien då han värvades av Brynäs IF. Där stannade han in på säsongen 2007/2008 då han fick lämna laget efter lite mer än halva säsongen. Han avslutade säsongen i tyska Adler Mannheim. Säsongen 2008/2009 återvände Daniel Glimmenvall till Rögle BK igen där han spelade kvar t.o.m. säsongen 2011/2012. Under hans 17 säsonger i Elitserien så har han spelat 744 matcher i grundserien. Säsongen 2013/2014 var Daniel tillbaka i en ledarroll i Rögle BK.
Daniel Glimmenvall var med och vann silver i junior-VM 1993 samt 1994. Han vann även ett silver i junior-EM 1992 samt TV-Pucken 1989. Han blev listad av New York Islanders 1993 som nummer 222 i den nionde rundan av draften. Glimmenvalls yngre bror Jakob Johansson spelade även han ishockey och de båda spelade tillsammans för Brynäs IF och Rögle BK.

## Statistik
| Säsong    | Lag       | Liga        | GP | G | A  | TP | PIM |
| --------- | --------- | ----------- | -- | - | -- | -- | --- |
| 1991-1992 | Rögle BK  | Division 1  | 33 | 4 | 9  | 13 | 30  |
| 1992-1993 | Rögle BK  | Elitserien  | 28 | 2 | 4  | 6  | 20  |
| 1993-1994 | Rögle BK  | Elitserien  | 37 | 5 | 10 | 15 | 34  |
| 1994-1995 | Rögle BK  | Elitserien  | 22 | 4 | 3  | 7  | 16  |
|           | Rögle BK  | Allsvenskan | 18 | 2 | 8  | 10 | 4   |
| 1995-1996 | HV 71     | Elitserien  | 40 | 3 | 5  | 8  | 24  |
| 1996-1997 | HV 71     | Elitserien  | 50 | 8 | 7  | 15 | 30  |
| 1997-1998 | HV 71     | Elitserien  | 46 | 3 | 9  | 12 | 32  |
| 1998-1999 | HV 71     | Elitserien  | 50 | 5 | 7  | 12 | 46  |
| 1999-2000 | Pelicans  | FM-ligan    | 43 | 5 | 7  | 12 | 28  |
| 2000-2001 | Brynäs IF | Elitserien  | 50 | 5 | 9  | 14 | 44  |
| 2001-2002 | Brynäs IF | Elitserien  | 37 | 0 | 7  | 7  | 36  |
| 2002-2003 | Brynäs IF | Elitserien  | 50 | 6 | 9  | 15 | 32  |
| 2003-2004 | Brynäs IF | Elitserien  | 49 | 6 | 6  | 12 | 32  |
| 2004-2005 | Brynäs IF | Elitserien  | 45 | 1 | 4  | 5  | 28  |
| 2005-2006 | Brynäs IF | Elitserien  | 50 | 5 | 10 | 15 | 34  |
| 2006-2007 | Brynäs IF | Elitserien  | 53 | 5 | 6  | 11 | 52  |
| 2007-2008 | Brynäs IF | Elitserien  | 34 | 3 | 6  | 9  | 30  |
|           | Mannheim  | DEL         | 11 | 0 | 2  | 2  | 4   |
| 2008-2009 | Rögle BK  | Elitserien  | 53 | 3 | 17 | 20 | 36  |
| 2009-2010 | Rögle BK  | Elitserien  | 50 | 3 | 16 | 19 | 50  |

## Totalt i Elitserien
- 744 matcher, 67 mål + 135 assist = 202 poäng, 576 utvisningminuter